# Shannon (stad)
Shannon (iriska: An tSionna) är ett nytt samhälle i Clare i Republiken Irland, och är en av endast två planerade städer i Irland (den andra är Craigavon). Staden fick stadsrättigheter den 1 januari 1982. Shannon har 8 481 invånare (2006), med totalt 9 222 invånare (2006) i hela tätortsområdet. 
Samhället byggdes på ett kärr nära den nybyggda flygplatsen Shannon Airport, tillsammans med Shannon Free Zones industriområde. Staden själv var tänkt att vara hem för de tusen arbetarna på flygplatsen, industrierna och andra arbeten. Befolkningsutvecklingen skedde inte så snabbt som man hade hoppats på under de första decennierna i stadens historia. Detta berodde delvis på att det fanns andra platser att bo på, som Ennis och Limerick, eller även den närliggande Newmarket-on-Fergus.